# Bradesco
Banco Bradesco S.A. es un banco brasileño, con sede en Osasco, en São Paulo. Actualmente es el segundo mayor banco privado de Brasil y de América Latina (en activos totales), el mismo creció principalmente a través de fusiones y adquisiciones.

## Historia

### Década de 1940
Su estrategia inicial consistía en atraer al pequeño comerciante, los funcionarios públicos, personas de escasos recursos, a diferencia de los bancos de la época, que solo captaban la atención de los grandes terratenientes. Fue uno de los primeros bancos en fomentar el uso de cheques para sus cuentacorrentistas, que fueron orientados a llenar las hojas en sus propias agencias. En 1946, la casa matriz se transfiere a la Capital Paulista, a la calle Alvares Penteado, centro financiero de la ciudad(Hay diferencias, pues algunos citan la llegada a Sao Paulo a otra dirección, en la calle 15 De noviembre). Sus agencias pasan a recibir el pago de las facturas de corriente eléctrica, que fue un verdadero avance para el país. Un año más tarde, tomó conocimiento de la expansión del café en el norte de Paraná y creó una empresa colonizadora. Se expandió en la región y ya a principios de 1950, el antiguo Banco de Cultivos (ahora Banco Real del Grupo Santander), era el banco más grande de Brasil en concepto de depósitos a plazo fijo.

### Década de 1950
En 1951, con solo ocho años de vida, Banco Bradesco se convirtió en el mayor banco privado de Brasil. En esta década, el Banco alcanzó el norte rural de Paraná y también decide construir su nueva sede en Osasco. La construcción de la casa matriz comienza en el 1953 y lleva seis años en completarse. Su crecimiento constante en el 1960 se construyó sobre un sistema mixto de conservadurismo, la reinversión de los beneficios y también de adquisiciones, cuando se incorporan nada menos que 17 otros bancos pequeños. 
El tercer salto fue con la adquisición, en 1957, del Banco Nacional Inmobiliario - BNI, del banquero Orozimbo Roxo Loureiro, que se enfrentó a problemas de liquidez por haber invertido fuertemente en propiedades. Cuando Banco Bradesco adquirió y abrió de nuevo los 46 bancos que el BNI tenía en São Paulo, descubrió lo obvio: en lugar de ampliar a otras regiones y ciudades, hubo un gran mercado por conquistar en la misma ciudad.
Internamente, Amador Aguiar sedimentaba características en la cultura de Banco Bradesco. La más importante fue el denominado "enfoque en el cliente", cuando la expresión no estaba aún en la moda del marketing. El director colocó su "escritorio" en la puerta de la agencia - una revolución para la época en que los gerentes tenían "habitaciones ocultas" en el segundo o tercer piso de los edificios. La directoria pasó a trabajar pioneramente de forma colegiada - todos los directores en torno a una mesa rectangular, intercambiando información y decisiones. Cuando el banco aumentó, se montó otra mesa. Solo cuando llegaron los computadores se montaron mesas individuales, pero en la misma habitación.

### Década de 1970
En la década de 1970, Banco Bradesco decidió crear su propia estructura de procesamiento y soporte. Inicialmente creó su propia gráfica, que fue fundamental en la reorganización de los formularios, en ese momento muy importantes, porque no existían las transferencias electrónicas. El sistema de distribución de impresos en ese tiempo era mayor que la Oficina de correos. 
Banco Bradesco también introdujo al mundo de las operaciones bancarias los lectores de código de barra de cheques (llamados "CMC-7) en 1979, siendo el primer banco en el mundo en desarrollar dichos artefactos, tras la negativa de los líderes extranjeros para desarrollar un producto para el mercado local. 
Otro paso importante fue el montaje de la estructura de microfilm de los documentos tales como cheques, en primer lugar, Banco Bradesco compró un sistema llamado Computer Output Microfilm - COM (desarrollado en los Estados Unidos), en Brasil solo el Servicio Federal de Procesamiento de Datos (Serpro) tenía otro. O Banco de Brasil adquirió uno solo dos años después.

### Década de 1980
Banco Bradesco también usó las adquisiciones para participar en la segunda ola de innovaciones tecnológicas que llevaron a la sedimentación de la automatización bancaria como una base de apoyo para la expansión del sector, contratando junto a la entonces gigante Italiana Olivetti Data Enter, una máquina que exigió el montaje de una estructura para cumplir con el mantenimiento de las agencias fuera de São Paulo. A partir de esta estructura, 1980, esta área pasó a realizar todo el mantenimiento del banco, la creación de un embrión de una estructura completa de tecnología que vendría a ser no solamente una organización independiente, sino un modelo para el propio sector bancario en América Latina. La primera terminal de operaciones electrónicas se instaló en la agencia de la plaza Panamericana en São Paulo - esto en un momento en que no había líneas de telecomunicaciones para tal fin, y para la interconexión de algunas agencias fue necesaria una intensa negociación con la entonces estatal Embratel;tuvieron que pasar casi diez años para conectar todo, porque Embratel no tenía la experiencia, y el ambiente de la entonces vigente "reserva de mercado" de la industria de "informática" (que todavía no era TI - Tecnología de la Información ") no les permitían importar soluciones.
Aprovechando las innovaciones del sector tecnológico, en 1981, sucedió el lanzamiento de la primera tarjeta magnética en América Latina, también en la agencia de la plaza Panamericana. Este lanzamiento significó nada menos que una de las bases para que en el futuro Banco Bradesco y otros bancos se dieran cuenta del valor de la tecnología como un elemento esencial para la expansión geográfica, generador de escala y de ganancias.
Posteriormente, en 1985, se instaló el primer terminal que en el momento todavía se llamaba "telecompras", que de tanta innovación creó un dilema: no había experiencia en el sistema bancario de como creditar en una cuenta y débitar en otra en tiempo real. La respuesta estratégica fue rápida una vez más, con la compra de Digilab, empresa de electrónica y de computación, que llegó a producir más de 40 mil terminales - de Banco Bradesco y otros bancos que en la época eran competencia, pero que acabarían siendo adquiridos por parte de Banco Bradesco, como Credireal y BCN. 

### Década de 1990
El fin de la reserva del mercado informático en octubre de 1992 dio lugar a la desactivación del Digilab, pero Banco Bradesco tuvo la visión de mantener el Scopus que sobrevivió y ahora esta juntamente con el ShopFácil, bajo el control del grupo, que compró el 100% de sus acciones a la holdingBradespar. 
En otro movimiento estratégico en el ámbito empresarial, sin necesidad de utilizar inicialmente una adquisición directa se hizo una alianza con el portal Carsale, que se convierte en la tienda ancla exclusiva de automóviles de ShopFácil. En este caso, por ejemplo, el grupo Bradesco ha añadido a su cartera de no empresas financieras, un sistema de compras con cerca de 800 mil visitantes al día, 900 tiendas y 400.000 miembros. 
En 1995, Visa Internacional en conjunto con el Banco Bradesco, Banco Real, Banco do Brasil y Banco Nacional, deciden crear la procesadora de tarjetas de crédito de la reconocida Visa. Nace la CBMP (Companhia Brasileira de Medios de Pago) o VisaNet, actualmente es líder en el mercado de pagos electrónicos en el Brasil. 

### Años 2000: Adquisiciones y asociaciones

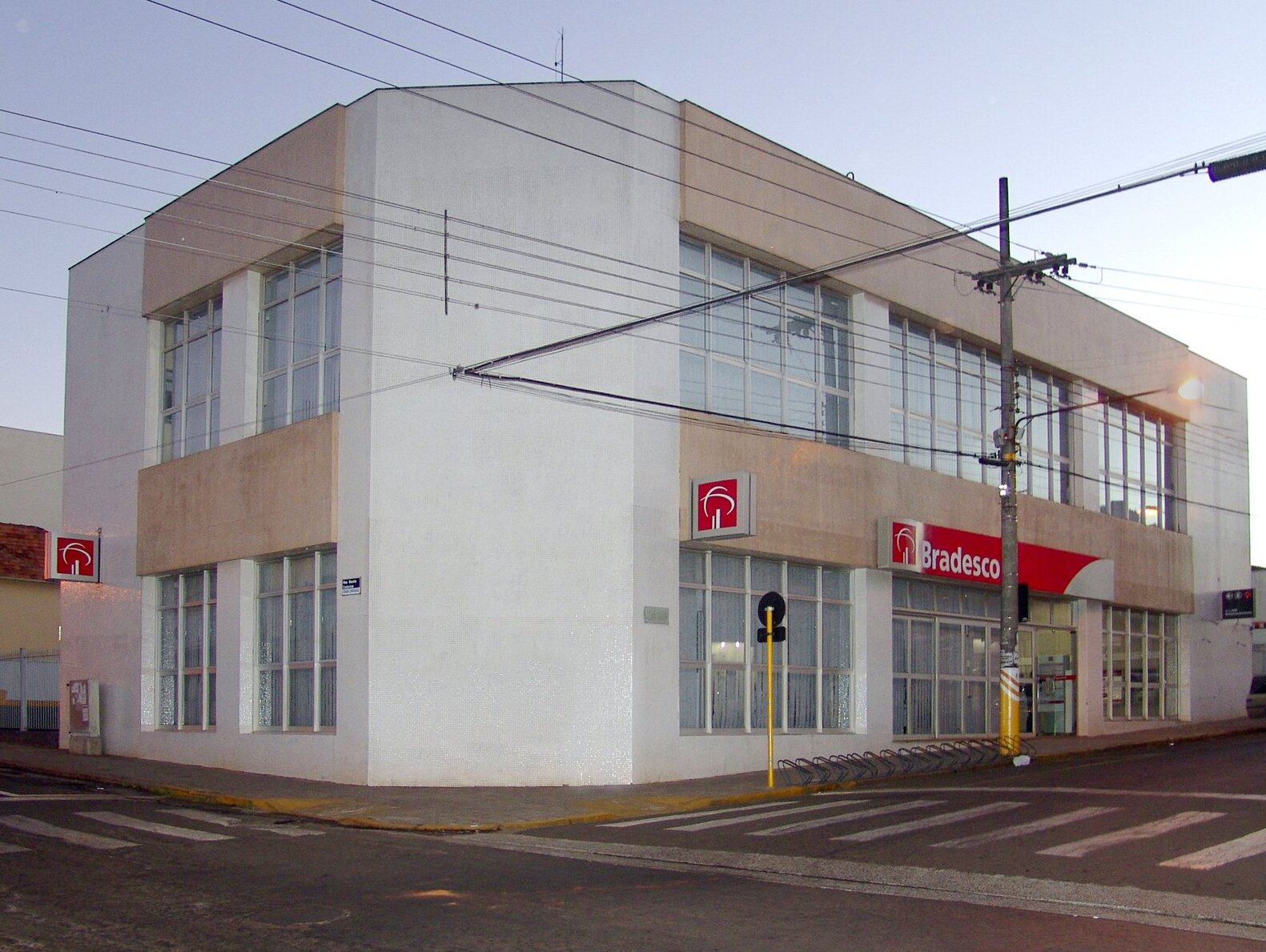
Agencia de Avaré, SP

La estrategia directa de adquisiciones se utilizó tanto para aumentar la base de activos de los clientes y de negocios bancarios, así como también otros servicios agregados en el sistema financiero, principalmente los de seguros y previdencia privada.

#### Adquisición del Banco BCN
En noviembre de 1997, el paso inicial fue dado en la adquisición del Banco de Crédito Nacional - BCN, presente en el mercado Brasileño desde 1929.

#### Adquisiciones delCredireal,Baneb,BEA,Banco BoavistayBanco Continental
Posteriormente, la acción estratégica de marketing para satisfacer a un público específico se dirigió al proceso de privatización de los bancos estatales, fuertes capturadoras de cuentas de funcionarios públicos. En primer lugar, el Banco de Minas Gerais Credireal (R$ 112 millones), el Baneb Banco do Estado da Bahia (R$ 260 millones) en 1998 y 'BEA ', Banco del Estado de Amazonas (R$ 183 millones) en 2000. En el caso de BEA, la presencia de Banco Bradesco en el estado de Amazonas aumentó de 12,5% al 40%, con 50 agencias. El banco también ganó en esa época 131 mil clientes, cuatro veces más de lo que había en el estado. 
En octubre de 2000, con la utilización del llamadogoodwilly la estructura corporativa de la BCN, fueron incorporadas las 73 agencias del Banco Boavista. En 2001, Banco Bradesco adquirió el Banco Continental, que tradicionalmente se había centrado en el crédito directo al consumidor - CDC.
BANCO BRADESCO S.A.

#### Incorporación con el Banco Cidade y adquisición de los bancos Finasa e Deutsche Bank Inversiones
En febrero de 2002, Banco Bradesco, a través del BCN, incorporó el Banco Cidade, creado en 1965. Se agregaron en ese momento más de 50 mil clientes, 24 sucursales en Brasil, con R$ 2.1 billones en activos y R$ 500 millones en depósitos, y de R$ 740 millones en fondos de inversión y carteras administradas. 
En marzo de 2002, después de largas negociaciones, Banco Bradesco adquirió por 1,36 mil millones de dólares el tradicional Finasa marca del (Banco Mercantil de São Paulo), fundado en 1938. Comienzan a ser administradas las empresas controladas por el Finasa en Brasil y en el extranjero como Finasa Seguros y Finasa Créditos, Financiamiento e Inversión. 
En 2002, se adquirieron los activos de la Inversora Deutsche Bank, que fue transferido a la Bradesco Asset Management Administración (BRAM) de R$ 2,16 mil millones en fondos de inversión y carteras administradas. Con la compra, Bram pasó en esa época a administrar un volumen de más de R$ 51 mil millones. Enseguida, la cartera de crédito al consumo directo de la Ford Créditos. A través de un acuerdo entre las dos instituciones, el BCN Banco se convirtió en el conductor de la Ford Leasing S.A y las nuevas operaciones pasaron a ser realizados por otra empresa perteneciente a las Organizaciones Bradesco, el Banco Continental.

#### Fusión con BBVA
El año 2003 comenzó con nuevas acciones estratégicas envolviendo al mismo tiempo una fusión parcial y otra adquisición, en enero, Banco Bradesco adquirió las operaciones de la Banco Bilbao Vizcaya, perteneciente a la española Banco Bilbao Vizcaya Argentaria por R$ 2,7 mil millones (585 millones de dólares en efectivo más la cesión de una cuota del 4,5% del capital de Banco Bradesco). En teoría, visto de un modo conservador, en ese momento el negócio para Banco Bradesco era más lógico y menos arriesgada de lo que fue la compra del Banespa, al menos el precio pagado por Santander - 4 mil millones dólares en 2001. Esto se debe a la red de BBVA era relativamente bien distribuida entre los estados de Sureste y Norte del país, mientras tanto, el Banespa, con más de 90% de los puntos de venta y los clientes en el estado de Sao Paulo, que figuraron muchos puntos de coincidencia geográfica y clientes con el propio Banco Bradesco.

#### Adquisición do Grupo Zogbi
A comienzos de noviembre de 2003, Banco Bradesco celebró a través del Banco Finasa S.A la compra de la totalidad del capital del Grupo Zogbi, por una suma de R$ 650 millones. El Banco Zogbi actuaba en la actividad de financiación, manteniendo una fuerte presencia en las áreas de crédito directo al consumo, personales, comerciales y vehículos. La adquisición representó un importante paso estratégico de Banco Bradesco, en un sector con gran potencial de crecimiento. Se añadieron al grupo en ese momento, los activos totales de R$ 833 millones, operaciones de crédito por R$ 520 millones, Patrimonio líquido de R$ 335 millones, alrededor de 1,5 millones de clientes activos y 4 millones de clientes registrados, más, 1,2 millones de tarjetas, 67 tiendas propias de financiación al consumidor y más de 11 mil establecimientos afiliados capaces de operar los productos de crédito directo al consumo y Tarjetas.

#### Adquisición do BEM

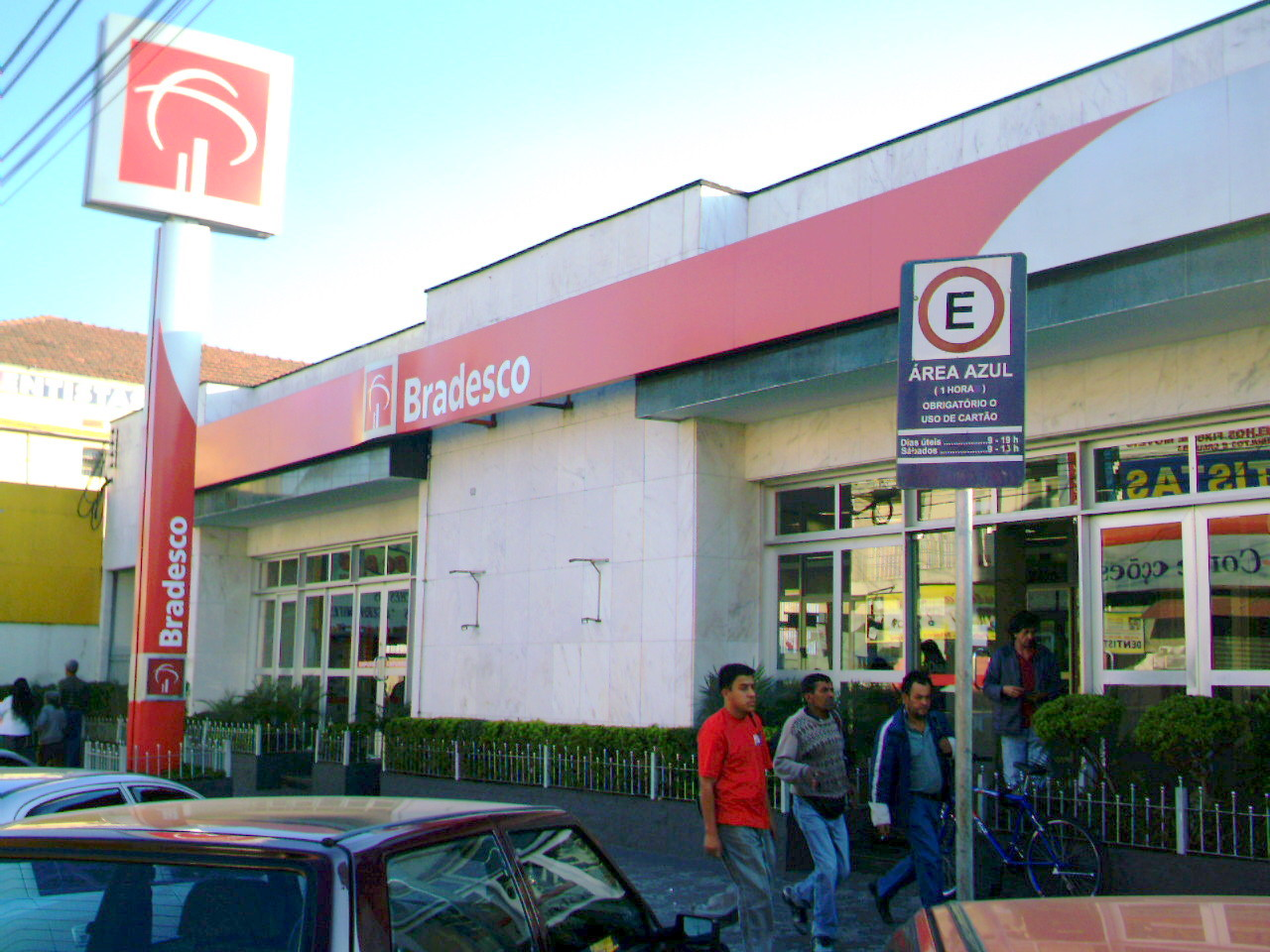
Agencia de Poá, SP.

En febrero de 2004, retomada la línea de adquisición de los bancos estatales, el banco adquirió del gobierno federal una participación mayoritaria en el Banco do Estado do Maranhao S.A - BEM, y sus controladas BEM Distribuidora de Valores Ltda. BEM Vigilancia y Transportes de Valores S.A y BEM Servicios Generales Ltda. La operación involucró la compra del 89,957% del capital social de BEM, por R$ 78 millones. En el tercer trimestre de 2004, Banco Bradesco tomó la decisión de fusionar las marcas Finasa y Zogbi bajo la marca Finasa, con el abandono de la marca Zogbi, así como de la BCN. 
Con la integración de Zogbi y Finasa, Banco Bradesco paso a tener 121 sucursales, repartidos en Sao Paulo, Río de Janeiro, Minas Gerais y Paraná, y el 28,7 mil puntos de venta al por menor de automóviles y otros tipos de comercio. 
Al final de la primera mitad de 2004 fue el momento de la adquisición de las actividades de gestión de los recursos del grupo Norteamericano JP Morgan, envolviendo la transferencia de los activos administrados de aproximadamente R$ 7 mil millones. Era otra nueva operación financiera y estratégica con un gran potencial, porque "quemó etapas" al tomar posesión de una cultura organizacional y gerencial en gestión de recursos de gran tradición y experiencia, tales como el brazo brasileño del grupo fundado por el banquero legendario John Pierpont Morgan (1837-1913). 

#### Asociación con las Casas Bahia
En noviembre de 2004, un acuerdo de asociación garantizó a Banco Bradesco la financiación exclusiva de las ventas de las Casas Bahia. Según el acuerdo, el banco empezó a asumir la financiación de al menos R$ 100 millones en ventas al mes. Eso significó un aumento casi inmediato de 20% en las operaciones del banco en operaciones de financiación al consumo directo, que ya habían subido al 38% en septiembre de 2003 y septiembre de 2004 a R$ 15,1 millones. 
En una segunda fase, a partir del 2005, Banco Bradesco comenzó a vender productos financieros a los clientes de Casas Bahía, como tarjetas de crédito y seguros, con la instalación de quioscos en la red de minoristas, esto puede ser teóricamente bastante ventajoso para el grupo Bradesco sobre un punto de vista estratégico, en términos de ocupación del espacio de comercialización (sobre todo en tarjetas de crédito) con una inversión adicional escasa o nula en la tecnología, puntos de venta al por menor, y recursos humanos, por supuesto, también pudiendo traer ventajas a medio plazo del grupo minorista. 
Con la migración para las tarjetas de crédito, las ventas de Casas Bahía financiadas por Finasa, brazo de financiación al consumo de Banco Bradesco, cayeron. En septiembre de 2006, Finasa tenía una cartera de cerca de R$ 1 mil millones de compras realizadas por los clientes de Casas Bahía, cuando en septiembre de 2005 esta cifra era de R$ 1.5 billones, con un promedio de amortización de seis meses.

#### Asociación con el United Financial of Japan
En otra línea, esta vez de asociaciones internacionales, en noviembre de 2004, Banco Bradesco anunció una alianza con el banco United Financial Of Japón - UFJ, una de las cuatro instituciones financieras más grandes en Japón. Para Banco Bradesco una ganancia grande puede ser la capacidad de incrementar su intermediación de las remesas de dekasseguis, un mercado hasta entonces ampliamente dominado por el Banco do Brasil, que ya tenía cinco agencias en el país. Por supuesto, la operación también aportó beneficios para UFJ, para fortalecer su presencia en el mercado minorista, que ofrece la apertura de cuentas corrientes y otros productos como los préstamos a estos inmigrantes (alrededor de 250 mil). Pero esto no sería un problema, pues se trataba de fortalecer un socio estratégico: el UFJ tenía 1,2% del capital de Banco Bradesco, pero la operación no cambia ese porcentaje. Para habilitar los equipos de auto-servicio para atender en portugués, se creó un centro de llamadasCall Center, promover la investigación de mercado y nuevos servicios, entre otras cosas, los dos bancos ya habían invertido alrededor de 20 millones de dólares; y esto hubiera sido una inversión bastante arriesgada si se hubiera realizado en forma aislada por Banco Bradesco en un mercado tan cerrado como Japón. De todos modos, también hubo beneficios para los clientes de Banco Bradesco, tanto en Japón como los Brasileños en viaje por aquel país, ya que con el acuerdo todos podrán utilizar la red de más de 500 sucursales de UFJ y terminales de auto-servicio con menú en portugués. Fueron agregados 4500 equipos del tipo Automatic Teller Machine - ATM (similar a los cajeros 24 horas) y 400 del tipo Automated Consulting and Contract Machine - ACM (donde el cliente puede interactuar a través de un monitor de video, con un asistente instalado en un Call Center en tiempo real).

#### Adquisición del Banco Morada

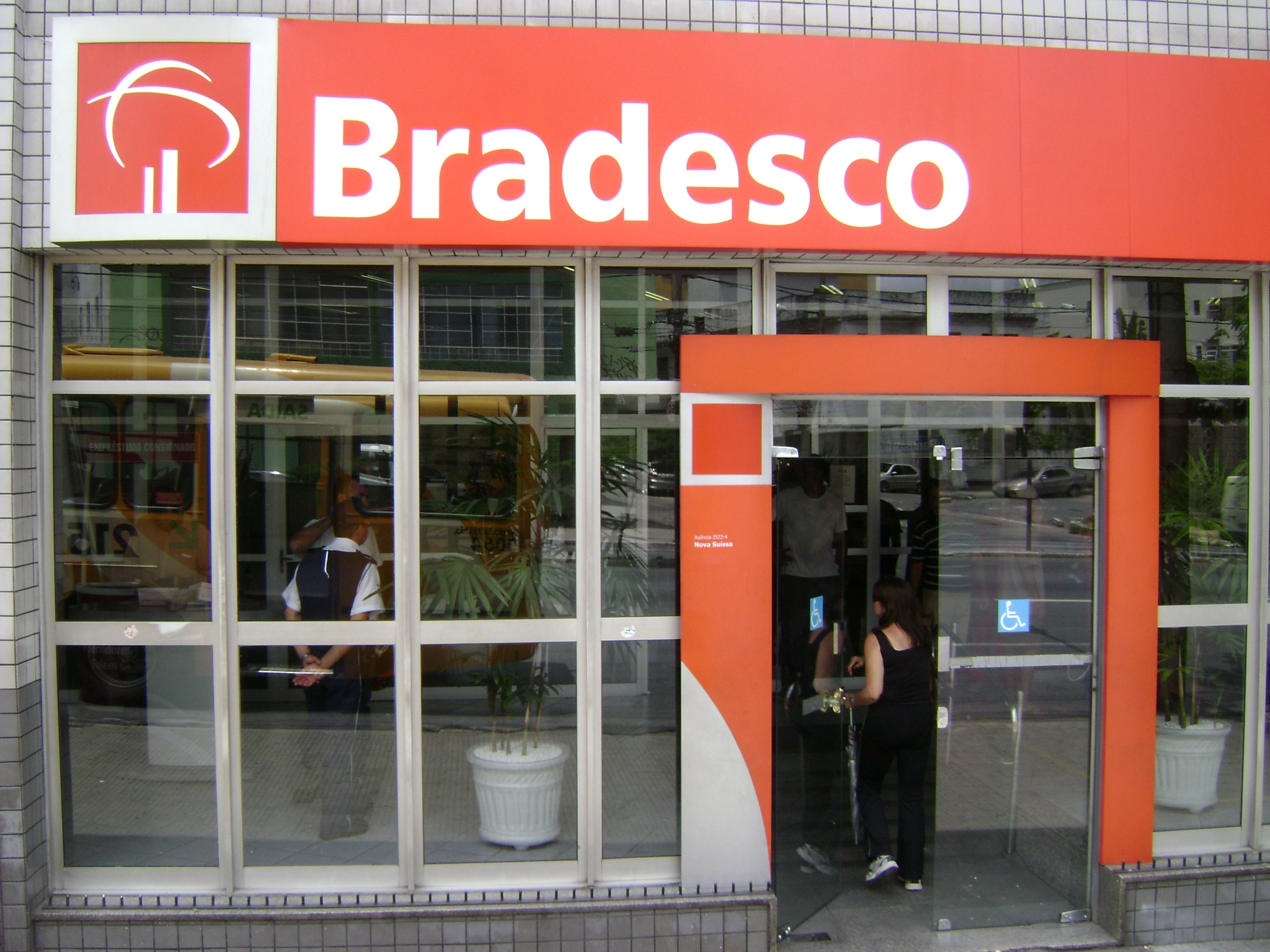
Agencia en Belo Horizonte, MG.

En abril de 2005, fue el turno de Banco Bradesco para comprar la red y cartera de clientes del Banco Morada, institución Carióca especializada en préstamos personales y créditos directos al consumo (CDC), por R$ 80 millones. 
Uno de los resultados más visible del grupo Bradesco después de los últimos años de movimiento en adquisiciones es el hecho de que la organización estaba consiguiendo tomar una posición muy competitiva en el área de financiación al consumo directo. Alcanzó una cuota de 26% del mercado de préstamos de automóviles, debido principalmente a un 20% de Finasa, adquirida en 2002. Con la compra de Zogbi el año siguiente, creció aún más en el CDC de bienes de consumo, especialmente en São Paulo. El 
Finasa tenía, en 2005, una cartera de R$ 10 mil millones, de los cuales 95% eran préstamos para financiar vehículos. Ya la negociación de Banco Morada acrescentó en ese momento, 1,1 millones de clientes a los 10,1 millones de la cartera de Finasa, agregó 33 tiendas a la red de 123, y más de 3,6 mil tiendistas conveniados para juntarse a las 19.259 con las que ya tenía acuerdo. La expectativa es de que la adquisición amplie en 2005 en un 28% de la producción de los préstamos personales y el 15% la de CDC del Grupo Bradesco. La adquisición también tuvo la importancia estratégica de la ampliación de la presencia de Finasa en Río: de las 33 tiendas de Banco Morada, 15 están en Río de Janeiro y 8 en São Paulo. Ya entre los 123 de Finasa, 62 están en São Paulo, 13 en Río y 11 en Minas Gerais. Otro resultado de la adquisición fue aumentar la penetración de Finasa en la financiación de la venta de bienes de consumo tales como artículos de informática, neumáticos, partes de autos, ropa y calzado, muebles y materiales de construcción. 

#### Adquisición del BEC
En la continuación con la estrategia de adquisición para lograr atajos en las ganancias de mercado en nichos específicos, en diciembre de 2005, Banco Bradesco adquirió en una subasta el BEC (Banco do Estado do Ceará), por un precio de R$ 700 millones, representa una prima del 28,98% sobre el precio mínimo fijado en R$ 542,7 millones . Esto representa una adquisición de 70 agencias en el estado de Ceará - lo que representaba el 20% de las sucursales bancarias en ese estado, y más del doble de las que Grupo Bradesco tenía en este estado - más de 278 mil cuentas y 866 trabajadores en activo. Este conjunto representó en la época R$ 1.9 billones en activos, R$ 263 millones en préstamos, R$ 16 millones en depósitos contado, de R$ 336 en depósitos a plazo fijo, R$ 507 millones en cajas de ahorro y R$ 455 millones en administración de fondos.

#### Adquisición de las operaciones de American Express
En marzo de 2006, Banco Bradesco pagó U$S 490 millones (equivalente a R$ 1 billón) para tomar las operaciones en Brasil de la tarjeta de crédito de la compañía American Express, que se especializa en el nicho de tarjetas personales para las personas con altos ingresos y tarjetas corporativas para las grandes empresas. Pasan a pertenecer a Grupo Bradesco las empresas Brasileñas de American Express - AMEX que actúan en el ramo de tarjetas de crédito, corredor de seguros, servicios de viaje, de cambio de moneda al por menor y en operaciones de crédito directo al consumo, no están incluidos en la negociación las oficinas de representación de American Express Bank en São Paulo, el negócio local de Travelers Cheques y los acuerdos de licencia para las tarjetas existentes con otros bancos locales. 
La transacción incluye, sin embargo, el derecho exclusivo por diez años a Grupo Bradesco para emitir tarjetas de crédito de la línea ultra-específica Centurion en Brasil, que incluye las tarjetas tradicionales Green, Gold y Platinum que tienen el logo de American Express Centurion. La compañía de tarjetas Americana tenía alrededor de 1,2 millones de tarjetas en Brasil, y en 2005, estas tarjetas movieron alrededor de R$ 8,9 mil millones, o 6,9% del mercado Brasileño. 
La compañía opera principalmente en los de altos ingresos y las operaciones de tarjetas corporativas en Brasil. Para Banco Bradesco, que tenía en ese momento 8,7 millones de tarjetas en Brasil, la operación permitirá importantes economías de escala y ampliar la red de locales, agregando valor a ambas instituciones. Los titulares de las tarjetas American Express posibilitaran al grupo Bradesco lograr experiencia en la prestación de una gama de alto nivel, muy diferente de la mayoría de su red, incluyendo el intercambio de asistencia en viajes en más de 2200 puntos de servicio Amex y más de 550.000 cajeros electrónicos en el mundo.

## Banco Bradesco compra Banco Ibi, de la tienda C&A
El 4 de junio de 2009, Grupo Bradesco cerró la compra del Banco Ibi, conectando a la red al por menor Holandesa C&A, en un negócio de R$ 1,4 billones.

## Acuerdos en estudio
Acuerdos similares se están revisando con otros accionistas de Banco Bradesco: como el Banco Espírito Santo (BES) para participar en las remesas de los Brasileños que trabajan en Portugal (estimados en 100 mil), y BBVA - Banco Bilbao Vizcaya Argentaria, para entrar en el mercado español.

## Canales de conveniencia
Banco Bradesco es siempre reconocido como un innovador, tanto es así que lo que hoy conocemos como BDN, ATM o cajero electrónico nos retrotrae a la década de 1970 cuando se creó el SOS Bradesco, que realizaba extracciones o consulta sin tener que entrar en la agencia. Bradesco tuvo el primer banco en Internet en Brasil e inclusive en la década de 1990 que tenía una línea telefónica y un Mega-Drive podía tener una impresión realizada en colaboración con Tectoy que daba acceso a su cuenta.
- Cajero automático
- Llamada telefónica
- Banca electrónica
- Servicio de mensajes cortos

## Datos

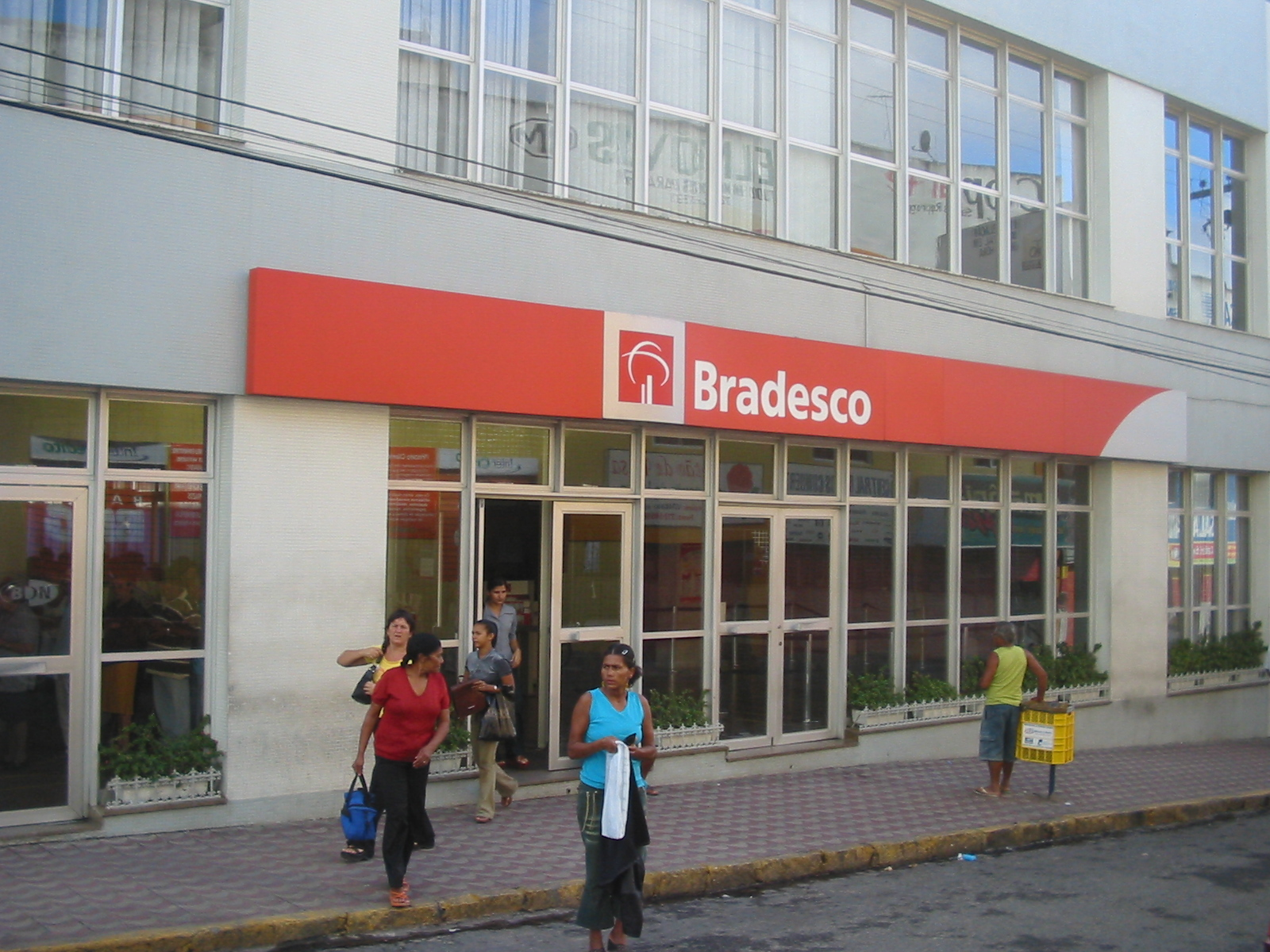
Agencia de Caruaru, PE

En 2006, los activos del banco cerraron el año en R$ 265,55 billones, aun al frente de su principal competencia, el Banco Itaú, que informó activos de R$ 209,69 billones, una evolución de 37,6%.
El modelo administrativo de Banco Bradesco viene presentando retorno atrayente a sus 1,4 millones de accionistas de las bolsas de valores. El tercer trimestre de 2006 se cerró con R$ 243,1 billones de Reales en activos totales. En el área de crédito, el saldo fue de R$ 92.013 billones de Reales, de las operaciones de crédito consolidadas, incluyendo adelantamiento sobre contratos de cambio y arrendamiento mercantil. El Banco tiene todavía sobre gestión R$ 140,2 billones de Reales en fondos de inversiones y carteras administradas.
- Segundo mayor banco privado del Brasil y de América Latina;
- R$ 265,55 billones en activos totales;
- 16,8 millones de clientes;
- 3.235 agencias;[5]
- 5.924 agencias Banco Postal, em asociación con la Empresa Brasileira de Correios e Telégrafos (ECT);
- Líder privado en Internet Banking, con 7,5 millones de usuários;
- 1,4 millones de accionistas;
- Mayor red privada de auto-atendimento, con 27.362 cajero automáticos y acceso a la Red Banco 24 Horas, compuesta por 4.631 máquinas;
- R$ 140,2 billones en recursos administrados pela BRAM;
- 53,3 millones de Tarjeta de Debito y Tarjeta de Crédito Bradesco;
- Mayor empleador privado del Brasil;
- Mayor empleador de mujeres del Brasil;

El control del banco pertenece a la Cia Cidade de Deus con 47% y a la Fundación Bradesco con 17%. El presidente del banco es Luiz Carlos Trabuco Cappi y el presidente del consejo es Lázaro de Mello Brandão. El banco fue indicado como la marca más valiosa del Brasil por la Brand Analytics. En el ranking elaborado en 2009 por el Financial Times y otras compañías, el Banco Bradesco aparece como la 98.ª marca más valiosa del mundo, con valor estimado de 6,57 billones de dólares, volviéndose la primera compañía Brasileña en integrar el ranking de las cien más valiosas marcas del mundo.
Fue elegida por el Great Place to Work Institute (GPTW) como una de las cien mejores empresas para trabajar en el Brasil.